# Samantha Cameron
Samantha Gwendoline Cameron, nata Sheffield (Paddington, 18 aprile 1971), è un'imprenditrice britannica.
È la moglie di David Cameron dal 1996, Primo ministro del Regno Unito dal 2010 al 2016.

## Biografia
È una discendente del re Carlo II. Suo padre, Sir Reginald Sheffield (nato 1946) è l'ottavo baronetto Sheffield ("di Normanby Hall" anche se la residenza attuale è Sutton Park). La sua famiglia di nascita, gli Sheffield, ha avuto il titolo di Duca di Buckingham e Normanby (abbreviato normalmente in Duca di Buckingham per distinguerlo da quello di Marchese di Normanby, allora usato dall'erede), la loro residenza londinese era Buckingham House, poi ampliata per diventare l'attuale Buckingham Palace.
Il 1º giugno 1996, ha sposato David Cameron. La coppia ebbe quattro figli, il più grande dei quali morì all'età di sei anni.
Cameron ha studiato al Camberwell College of Arts di Londra e all'Università dell'Inghilterra occidentale.
È "Ambassador" per la Settimana della moda di Londra.

## Lavoro e politica

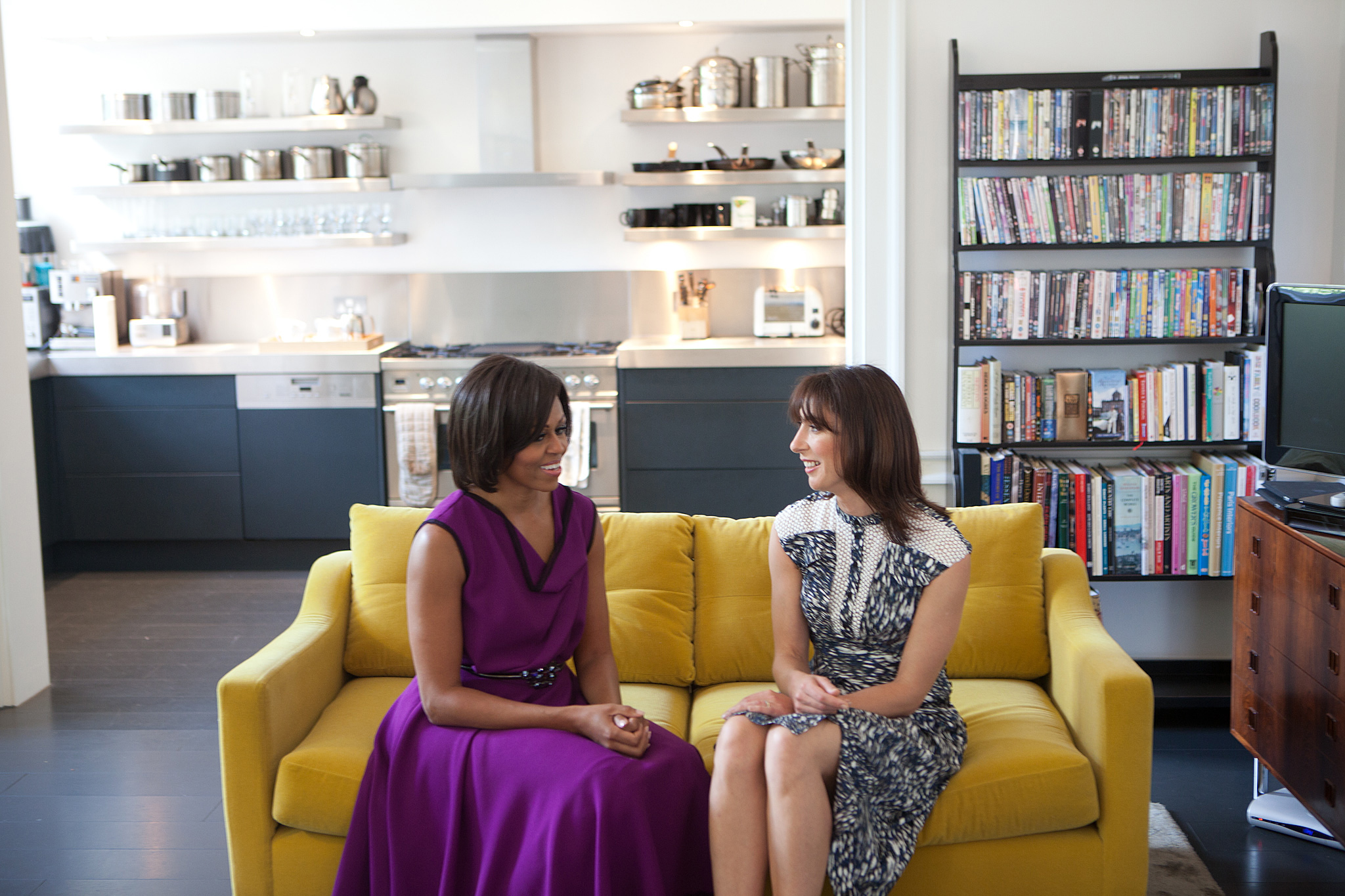
Samantha Cameron e Michelle Obama a 10 Downing Street (2011)

Il lavoro di Cameron per Smythson di Bond Street le è valso un British Glamour Magazine Award come miglior designer di accessori nel 2009. Nel 2010, è stata nominata nella Top 10 della Best Dressed List di Tatler.
Due giorni dopo che suo marito è diventato Primo ministro, ha annunciato che si sarebbe dimessa dal suo ruolo a tempo pieno per assumere un ruolo di consulenza all'interno di Smythson per due giorni alla settimana. Ha detto che la scelta era solo sua ed era stata fatta dopo aver scoperto di essere di nuovo incinta e dopo quello che ha descritto come un "anno comprensibilmente difficile", attribuito alla morte del suo primo figlio, Ivan.
Cameron è ambasciatore del British Fashion Council e ha un ruolo di primo piano nella Settimana della moda di Londra.

### Cause benefiche
Cameron è attiva per una serie di cause benefiche e nel giugno 2013 è diventata una mecenate di Vitalise. Cameron si è offerta volontaria per Dress for Success, un'organizzazione senza fini di lucro che offre abiti e consigli gratuiti sulle interviste di lavoro alle donne disoccupate. Nell'ottobre 2012, ha ottenuto un beneficio per loro al Numero 10.
L'11 dicembre 2015, è stato annunciato che sarebbe stata una delle sedici celebrità a partecipare al Great Sport Relief Bake Off, andato in onda nel 2016 nell'ambito della raccolta fondi Sport Relief di quell'anno.
Cameron è un ambasciatore dell'ente benefico Save the Children. Nel marzo 2013, dopo aver visitato i rifugiati siriani in Libano, ha dichiarato: "Come madre, è orribile ascoltare le storie strazianti dei bambini che ho incontrato oggi, nessun bambino dovrebbe mai sperimentare ciò che hanno sperimentato loro. Ogni giorno che passa, più bambini e genitori vengono uccisi, altre fanciulle innocenti vengono fatte a pezzi."

### Altro
Nel marzo 2010, il Mail on Sunday riportava che Cameron avrebbe potuto votare per il Partito Laburista di Tony Blair e che avrebbe potuto votare per Gordon Brown alle elezioni generali del 2010, in seguito alle osservazioni fatte dal ministro ombra delle arti, Ed Vaizey, ad Andrew Rawnsley durante la realizzazione di un documentario per Channel 4. Tuttavia, un portavoce conservatore ha rilasciato una dichiarazione al blogger Iain Dale, affermando che "La storia di Mail on Sunday non è vera. Sam non ha mai votato laburista e mai lo farà. Ha preso cinque settimane di lavoro per fare campagna per i Tories a Stafford alle elezioni generali del 1997 "(dove suo marito era il candidato conservatore). Samantha Cameron ha quindi rilasciato la sua dichiarazione: "Non ho votato per Tony Blair nel 1997 e non ho mai votato laburista". Nel settembre 2017, in un'intervista con The Sunday Telegraph, Samantha Cameron ha rivelato che a volte aveva votato per il Partito Verde.
A Cameron è stato attribuito il merito di coniare la frase "Esiste qualcosa come la società, non è la stessa cosa dello stato" (vista come una controreplica al famoso commento di Margaret Thatcher secondo cui "non esiste nulla" come la società), che è stato detto più volte da David Cameron, anche nel suo discorso a seguito della sua vittoria alle elezioni di leadership del Partito Conservatore nel 2005.

## Ascendenza
|                                    |                |                                        | Genitori                                              |  |  | Nonni |  |  | Bisnonni           |  |  | Trisnonni                     |  |
|                                    |                |                                        |                                                       |  |  |       |  |  | Berkeley Sheffield |  |  | Robert Sheffield, V baronetto |  |
|                                    |                |                                        |                                                       |  |  |       |  |  | Berkeley Sheffield |  |  | Robert Sheffield, V baronetto |  |
|                                    |                | Priscilla Isabel Laura Dumaresq        |                                                       |  |  |       |  |  | Berkeley Sheffield |  |  |                               |  |
| Edmund Charles Reginald Sheffield  |                |                                        |                                                       |  |  |       |  |  | Berkeley Sheffield |  |  |                               |  |
|                                    |                | Julie Marie van Tuyll van Serooskerken | Willem Karel Reginald van Tuyll van Serooskerken      |  |  |       |  |  |                    |  |  |                               |  |
|                                    |                | Julie Marie van Tuyll van Serooskerken | Willem Karel Reginald van Tuyll van Serooskerken      |  |  |       |  |  |                    |  |  |                               |  |
|                                    |                | Julie Marie van Tuyll van Serooskerken | Mathilde van Limburg Stirum                           |  |  |       |  |  |                    |  |  |                               |  |
| Reginald Sheffield, VIII baronetto |                | Julie Marie van Tuyll van Serooskerken |                                                       |  |  |       |  |  |                    |  |  |                               |  |
|                                    |                | Edward Roland Soames                   | Stephan Soames                                        |  |  |       |  |  |                    |  |  |                               |  |
|                                    |                | Edward Roland Soames                   | Stephan Soames                                        |  |  |       |  |  |                    |  |  |                               |  |
|                                    |                | Edward Roland Soames                   | Julia Constance Martin                                |  |  |       |  |  |                    |  |  |                               |  |
| Nancy Muriel Denise Soames         |                | Edward Roland Soames                   |                                                       |  |  |       |  |  |                    |  |  |                               |  |
|                                    |                | Eleanor Corisande Astley               | John Dugdale Astley, III baronetto                    |  |  |       |  |  |                    |  |  |                               |  |
|                                    |                | Eleanor Corisande Astley               | John Dugdale Astley, III baronetto                    |  |  |       |  |  |                    |  |  |                               |  |
|                                    |                | Eleanor Corisande Astley               | Eleanor Blanche Mary Corbett                          |  |  |       |  |  |                    |  |  |                               |  |
| Samantha Cameron                   |                | Eleanor Corisande Astley               |                                                       |  |  |       |  |  |                    |  |  |                               |  |
|                                    | Roderick Jones | Roderick Patrick Jones                 |                                                       |  |  |       |  |  |                    |  |  |                               |  |
|                                    | Roderick Jones | Roderick Patrick Jones                 |                                                       |  |  |       |  |  |                    |  |  |                               |  |
|                                    | Roderick Jones | Christina Drennan Gibb                 |                                                       |  |  |       |  |  |                    |  |  |                               |  |
| Timothy Angus Jones                | Roderick Jones |                                        |                                                       |  |  |       |  |  |                    |  |  |                               |  |
|                                    |                | Enid Bagnold                           | Arthur Henry Bagnold                                  |  |  |       |  |  |                    |  |  |                               |  |
|                                    |                | Enid Bagnold                           | Arthur Henry Bagnold                                  |  |  |       |  |  |                    |  |  |                               |  |
|                                    |                | Enid Bagnold                           | Ethel Alger                                           |  |  |       |  |  |                    |  |  |                               |  |
| Annabel Jones                      |                | Enid Bagnold                           |                                                       |  |  |       |  |  |                    |  |  |                               |  |
|                                    |                | Bede Clifford                          | William Hugh Clifford, X barone Clifford di Chudleigh |  |  |       |  |  |                    |  |  |                               |  |
|                                    |                | Bede Clifford                          | William Hugh Clifford, X barone Clifford di Chudleigh |  |  |       |  |  |                    |  |  |                               |  |
|                                    |                | Bede Clifford                          | Catherine Mary Bassett                                |  |  |       |  |  |                    |  |  |                               |  |
| Patricia David Pandora Clifford    |                | Bede Clifford                          |                                                       |  |  |       |  |  |                    |  |  |                               |  |
|                                    |                | Alice Gundry                           | John Murton Gundry                                    |  |  |       |  |  |                    |  |  |                               |  |
|                                    |                | Alice Gundry                           | John Murton Gundry                                    |  |  |       |  |  |                    |  |  |                               |  |
|                                    |                | Alice Gundry                           | Frances Ruth Gilchrist                                |  |  |       |  |  |                    |  |  |                               |  |
|                                    |                | Alice Gundry                           |                                                       |  |  |       |  |  |                    |  |  |                               |  |